# Il commissario Le Guen e il caso Gassot
Il commissario Le Guen e il caso Gassot (Le Tueur) è un film del 1972 diretto da Denys de La Patellière.